# Valérien Ismaël
Valérien Ismaël (Strasbourg, 1975. szeptember 28. –) francia korosztályos válogatott labdarúgó, edző.

## Pályafutása

### Labdarúgóként
Az AS Holtzheim és a Strasbourg neveltje, utóbbi klubnál lett profi játékos. 1994. január 15-én debütált az AS Cannes együttese ellen. 1998 januárjában elhagyta a klubot és az angol Crystal Palace legdrágább játékosa lett, de ennek ellenére még ebben az évben visszatért Franciaországba. Az RC Lens csapatához igazolt, ahol Francia ligakupát nyert 1999-ben. 2001-ben kölcsönbe visszatért nevelőegyütteséhez, majd végleg visszaigazolt.
2003-ban Németországba került kölcsön a Werder Bremen klubjához. Itt 32 bajnoki mérkőzésen 4 gólt szerzett, ami következtében le is igazolta őt a klub végleg. Bajnokságot és kupát is nyert, ezek után felfigyelt rá a Bayern München. 2005 júliusában aláírt a bajor klubhoz, majd debütáló mérkőzésén piros lapot kapott. Bajnokságot, kupát és ligakupát nyert a klubbal, majd a Hannover 96-hoz igazolt, miután felépült súlyos sérüléseiből. 2009. október 5-én bejelentette visszavonulását, az indoka az volt hogy nem tudott felépülni sérüléseiből.

### Edzőként
2009. október 10-én a Hannover 96 csapatánál asszisztens vezérigazgató lett. 2010-ben elnökségi tag lett, majd 2012-ben a második csapatnak lett az edzője. 2013 és 2014 között a Wolfsburg II klubjának lett edzője, majd 2014 júniusától novemberig a Nürnberg menedzsere lett. Első mérkőzését 1-0-ra megnyerte az Erzgebirge Aue ellen.
Menesztése után 2015-ben visszatért a Wolfsburg II csapatához, majd 2016-ban átmenetileg az első csapat menedzsere is lett. 2018. május 29-én két éves szerződést írt alá a görög Apólon Zmírnisz csapatával. Augusztus 25-én egy bajnoki mérkőzés után menesztették, miután nézeteltérése volt a klub elnökével. 2019. május 27-én az osztrák LASK Linz edzője lett.

## Sikerei, díjai
- Strasbourg
  - Francia ligakupa: 1997
  - Francia kupa: 2001
- Lens
  - Francia ligakupa: 1999
- Werder Bremen
  - Német bajnok: 2003-04
  - Német Kupa: 2003-04
- Bayern München
  - Német bajnok: 2005-06
  - Német Kupa: 2005-06
  - Német ligakupa: 2007